# Mitragyna inermis
Espèce
Synonymes
- Adina inermis (Willd.) Roberty[1]
- Cephalanthus africanus Rchb. ex DC.[1]
- Mitragyna africana (Willd.) Korth.[1]
- Nauclea africana Willd.[1]
- Nauclea inermis (Willd.) Baill.[1]
- Nauclea platanocarpa Hook.f.[1]
- Platanocarpum africanum (Willd.) Hook.f.[1]
- Stephegyne africana (Willd.) Walp.[1]
- Uncaria inermis Willd.[1]

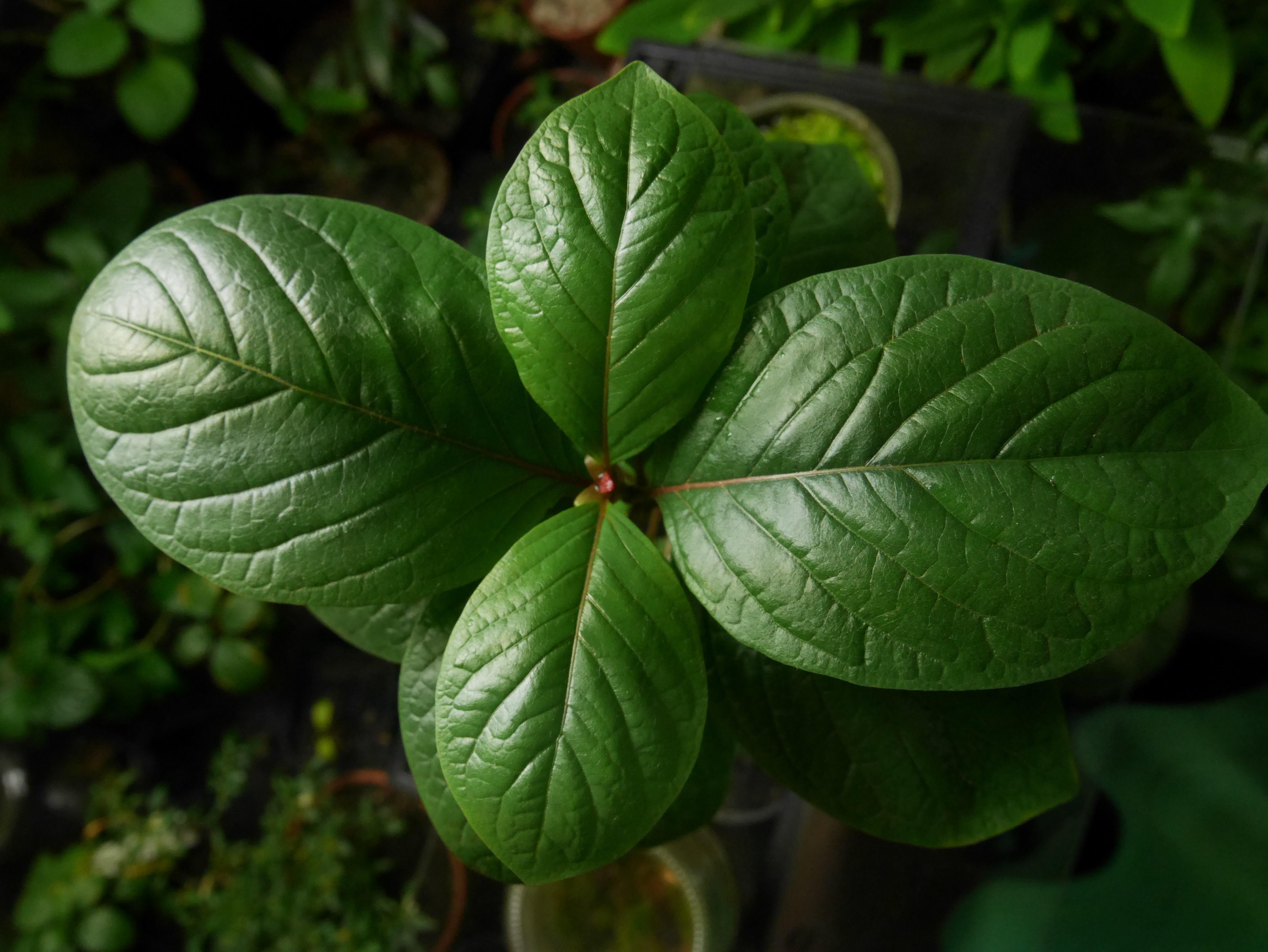
Feuilles et bourgeon de Mitragyna inermis.

Mitragyna inermis est une espèce de plantes à fleurs de la famille des Rubiaceae et du genre Mitragyna. C'est un arbuste présent en Afrique de l'Ouest et du Centre.

## Description
C'est un arbuste de 3 à 14 m de hauteur, avec un fût allant jusqu'à 60 cm de diamètre et des fleurs blanches,.

## Distribution
L'espèce est présente en Afrique tropicale, du Sénégal au Cameroun, en république centrafricaine, au Tchad, en république démocratique du Congo, au Soudan.

## Habitat
On la rencontre dans les savanes, les forêts, les galeries forestières, les marécages, les endroits inondés temporairement ou non, à l'intérieur des terres au bord des mangroves.

## Utilisation
Mitragyna inermis est utilisée en médecine traditionnelle dans le traitement de nombreuses affections. En particulier, les feuilles et l'écorce sont employés pour lutter contre la fièvre. Avec différentes parties de la plante on traite aussi : constipation, troubles digestifs, dysenterie, rhumatismes, paludisme, gonorrhée, syphilis, lèpre, bilharziose, jaunisse, troubles mentaux, épilepsie .